# Szadżif Zahabijja
Szadżif Zahabijja – wieś w Syrii, w muhafazie Aleppo, w dystrykcie Manbidż. W 2004 roku liczyła 1162 mieszkańców.